# Piccadilly Circus
Piccadilly Circus er hjertet i London – en lille rundkørsel, der forbinder Regent Street, Piccadilly, Shaftesbury Avenue og Coventry Street. I nærheden findes Soho og en lang række teatre.
På torvets midte står en lille, ydmyg skulptur, der forestiller den nøgne, vingede Anteros, Eros' bror og gud for den gengældte kærlighed.
Piccadilly Circus har samme funktion som Times Square i New York – det er et samlingspunkt med lysreklamer og neonskilte, tæt trafik af biler, busser, taxaer og mennesker.
Pladsen omgives af flere kendte bygninger som London Pavilion og Criterion Teatret. Under den findes undergrundsstationen Piccadilly Circus Station, hvor Piccadilly Line kører mod vest og nordøst.
51°30′36″N 0°8′4″V / 51.51000°N 0.13444°V